# Jean-Louis Broust
Jean-Louis Broust est un acteur et comédien français, né Jean-Louis André Marie Henri Broust le 12 décembre 1942 à Esson (Calvados) et mort le 18 mai 2006 à Moisson (Yvelines).

## Biographie
Jeune premier des années 1970 à la TV, il a incarné Édouard III dans Les Rois maudits (1972) puis Roméo dans  Roméo et Juliette (1973).
Il a tenu d'autres rôles importants dans La Dame de Monsoreau, Molière pour rire et pour pleurer, La Vérité tient à un fil et La Juive du Château-Trompette, notamment.

## Filmographie

### Cinéma
- 1968 : Drôle de jeu de Pierre Kast et Jean-Daniel Pollet
- 1969 : La Voie lactée de Luis Buñuel
- 1976 : Gloria Mundi de Nikos Papatakis
- 1976 : Lumière de Jeanne Moreau
- 1980 : International Prostitution de Sergio Gobbi
- 1984 : Mesrine d'André Génovès

### Télévision
- 1966 : Au théâtre ce soir : Interdit au public de Roger Dornès et Jean Marsan, mise en scène Jean Le Poulain, réalisation Pierre Sabbagh, Théâtre Marigny
- 1971 : La Dame de Monsoreau de Yannick Andréi (feuilleton télévisé)
- 1972 : Les Rois maudits (le roi d'Angleterre, Edouard III)
- 1973 : Molière pour rire et pour pleurer de Marcel Camus (feuilleton TV)
- 1974 La juive du chateau-trompette de Yannick Andréi (feuilleton TV)
- 1977 : Richelieu ou Le Cardinal de Velours de Jean-Pierre Decourt
- 1978 : Les Brigades du Tigre de Victor Vicas, épisode : Bandes et contrebandes

## Théâtre
- 1969 : Le Comte de Monte-Cristo d'après Alexandre Dumas, mise en scène Jean Darnel, Théâtre antique d'Arles
- 1972 : Mesure pour mesure de William Shakespeare, mise en scène Jaromir Knittl, Festival du Marais
- 1972 : L'Ingénu d'Auteuil de Jean Le Marois, mise en scène Georges Vitaly, Théâtre La Bruyère
- 1974 : Sodome et Gomorrhe de Jean Giraudoux, mise en scène Roland Monod, Tréteaux de France
- 1978 : Les Dernières Clientes d'Yves Navarre, mise en scène Louis Thierry, Studio des Champs-Élysées
- 1978 : Le Tout pour le tout de Françoise Dorin, mise en scène Raymond Gérôme, Théâtre du Palais-Royal
- 1988 : Le Prince de Hombourg de Heinrich von Kleist, mise en scène Jacques Mauclair, Théâtre Mouffetard
- 1992 : Caligula d'Albert Camus, mise en scène Jacques Rosny, Théâtre 14 Jean-Marie Serreau, Théâtre des Mathurins
- 1993 : L'Aiglon d'Edmond Rostand, mise en scène Jean Danet, Tréteaux de France